# عبد الله بن روح
عبد الله بن روح بن عبد الله بن زيد، أبو محمد المدائني (187 هـ - 277 هـ) من رواة الحديث وهو ثقة.

## روايته للحيدث النبوي
- سمع: يزيد بن هارون، وأبا بدر شجاع بن الوليد، وشبابة بن سوار، وجماعة.[2]
- روى عَنْهُ: القاضي المحاملي، وعلي بْن مُحَمَّد بْن عُبَيْد الحافظ، ومُحَمَّد بن عمرو الرزاز، وأبو عمرو ابْن السماك، وحمزة بْن مُحَمَّد الدهقان، وأَحْمَد بْن الفضل بْن خزيمة، ومكرم بْن أَحْمَد، وأَحْمَد بْن كامل الْقَاضِيان، وأبو سهل بْن زياد، وأبو بَكْر الشافعي.[3]
- الجرح والتعديل: قال أبو عبد الله الحاكم النيسابوري: «ثقة». قال الدارقطني في سؤالات أبي عبد الرحمن السلمي: «ثقة»، وفي سؤالات الحاكم، قال: «ليس به بأس». وقال الذهبي: «من شيوخ أبي بكر الثقات». قال هبة الله بن الحسن الطبري: «ثقة صدوق».[1]